# Катарина Оффель

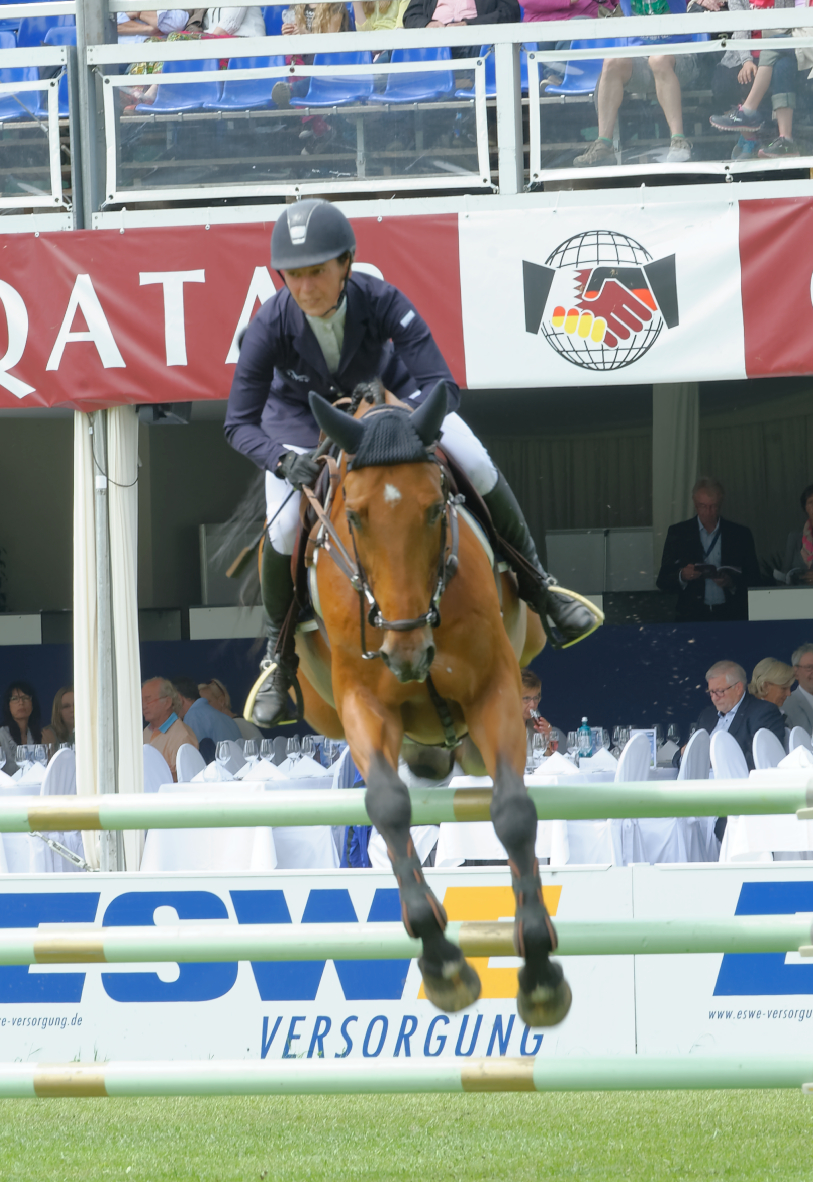
Katharina Offel with Lord Larry 4 at CSIYH* in Wiesbaden 2015

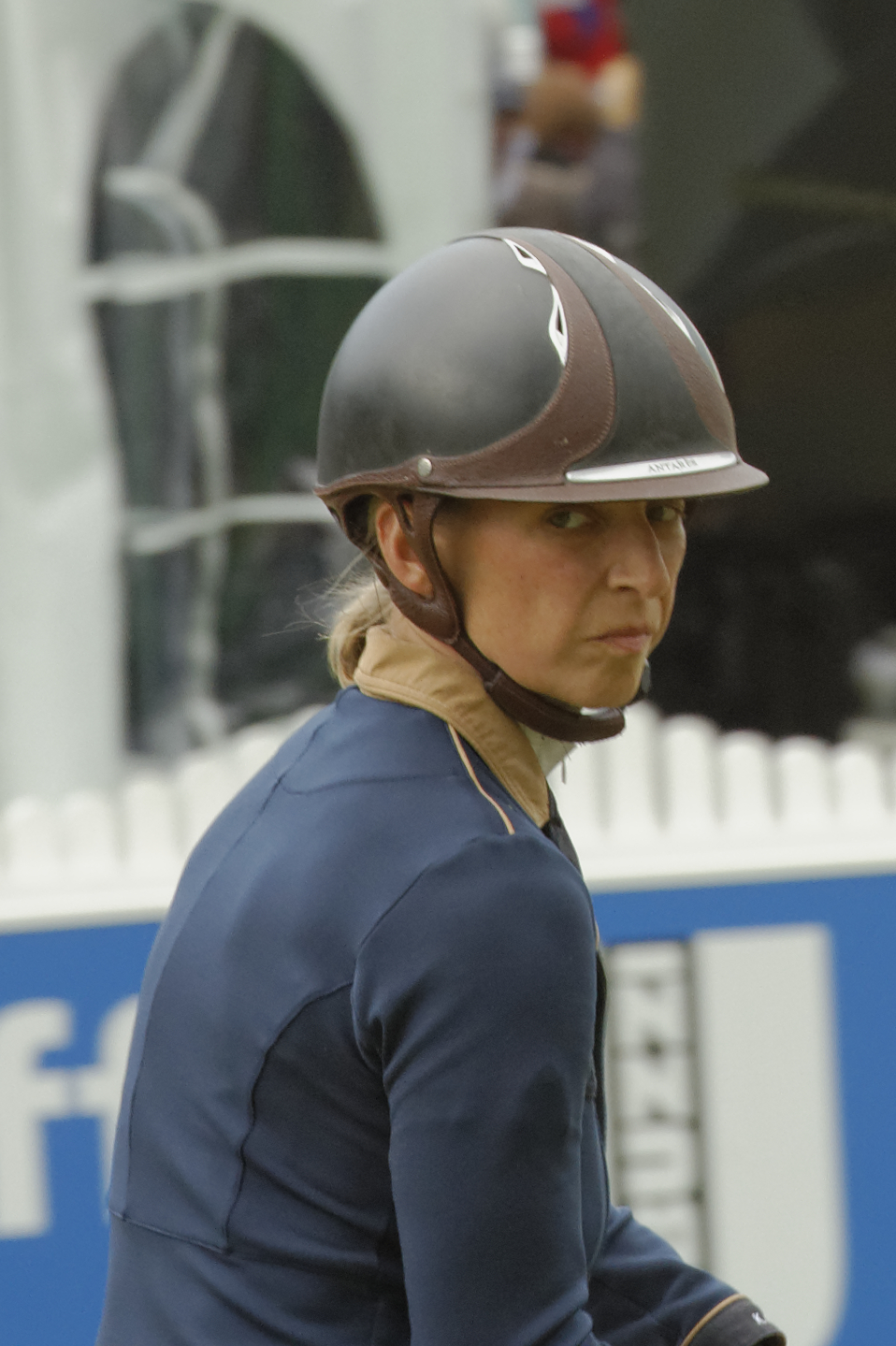
Wiesbaden 2014

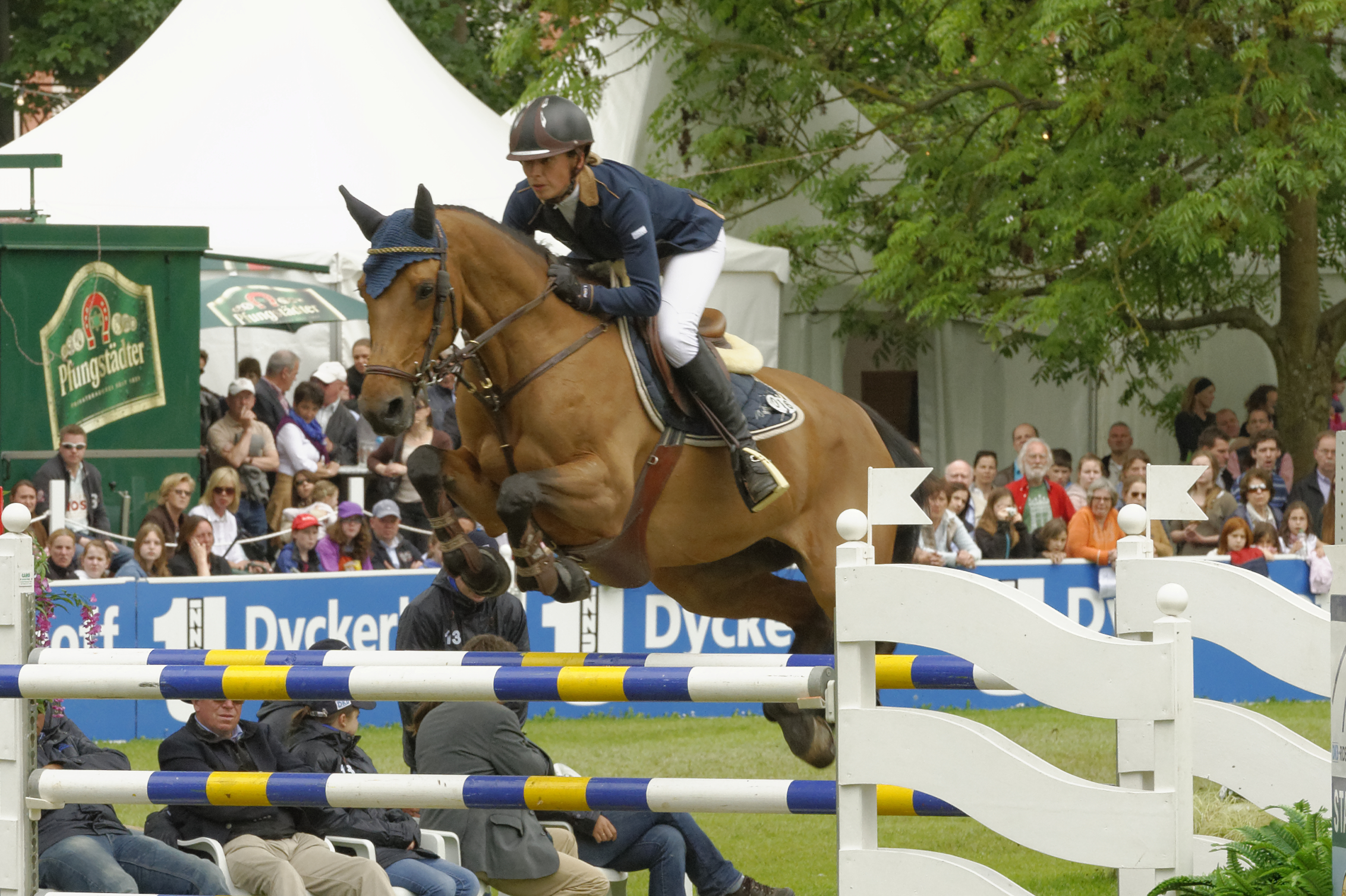
Wiesbaden 2014

Катари́на О́ффель (нім. Katharina Offel, нар. 8 грудня 1976, м. Розенгайм, Німеччина) — німецька та українська вершниця, що спеціалізується на змаганнях з конкуру. Кольори України захищає з 2005 року. Учасниця двох Олімпійських ігор (2008, 2012).

## Біографія
Катарина Оффель народилася у німецькому Розенгаймі, однак зростала у іншому баварському містечку під назвою Бухлое. Кінним спортом почала займатися у 8-річному віці та досить швидко досягла перших успіхів у конкурі та триборстві. У 1992 році відбулася вирішальна подія у кар'єрі Оффель — вона продовжила відшліфовувати майстерність верхової їзди у стайні «Moksel AG», керівником якої на той час був Лудгер Беербаум. У розпорядження Катерини було надано коня Stroke of Luck, з яким їй доволі швидко підкорилися перші складні стрибки. Не дивно, що бажання стати професійною вершницею ставало все більшим. У 1996 році Оффель приєдналася до команди приватної стайні поблизу Аугсбурга, де й взяла участь у своєму першому заїзді.
З 1998 року почала мешкати у місті Ломар (Північний Рейн — Вестфалія). З того часу кар'єра Катарини невпинно йшла вгору. У 2001 році Оффель у складі збірної Німеччини здобуває перемогу у командних змаганнях в Братиславі та Будапешті, а також займає призові місця у цілій низці європейських Гран-прі. Наступного року вдруге поспіль здобуває бронзову нагороду чемпіонату Німеччини з конкуру та знову потрапляє на п'єдестал пошани у деяких міжнародних турнірах. У 2004 році Катарина Оффель вперше у кар'єрі стає чемпіонкою Німеччини серед жінок на коні A la Ballerina.
З огляду на величезну конкуренцію у складі збірної Німеччини, у 2005 році Катарина вирішила відгукнутися на пропозицію президента Федерації кінного спорту України Олександра Онищенка та прийняти українське громадянство, розпочавши виступи на міжнародних змаганнях під прапором України. Першим серйозним випробуванням у новому статусі для вершниці став чемпіонат Європи з конкуру 2005, де вона посіла 16-те місце у індивідуальному заліку. Проте справжнім тріумфом української збірної, кольори якої захищала Оффель, стали Всесвітні кінні ігри 2006, на яких Катарина зайняла 22 місце, а у командному заліку збірна України посіла 4 позицію та вперше в історії отримала право виступати на Олімпійських іграх у Пекіні.
За рік до олімпійських змагань українська вершниця продемонструвала досить непоганий результат на Чемпіонаті Європи 2007 у Мангеймі, показавши на коні Lord Spezi 17-й результат у індивідуальному заліку. Однак виступ на самих Іграх був провальним — лише 59 місце у особистому заліку, та 11-те у командному. Можливо, причиною цього стали перенесені незадовго до того пологи, через які спортсменка навіть могла пропустити головні змагання чотириріччя.
Всесвітні кінні ігри 2010 у Лексингтоні також виявилися невдалими як для самої Катарини, так і для усієї української збірної. Оффель на коні La Bomba 3 посіла лише 44 місце, а загалом українці задовольнилися лише 16-м результатом. Втім, головною причиною цього стала недоукомплектованість команди — замість чотирьох вершників у змаганнях брали участь лише троє. Того ж року українська вершниця припинила співпрацю з найвідомішим українським кінни клубом «Донбас Еквіцентр».
2012 рік розпочався для Катарини доволі вдало. У складі збірної вона стала переможцем Кубка Націй FEI, що відбувся у австрійському Лінці. Ці змагання розглядалися як основний етап підготовки до головних спортивних змагань планети та давали змогу розраховувати наи пристойні результати в Лондоні. Однак на Олімпійських іграх 2012 року Катарина Оффель на коні Vivant вибула після другого раунду кваліфікації, набравши 16 штрафних балів та посівши у підсумку 58 місце у індивідуальному заліку. Виступ у команді теж виявився не надто вдалим — лише 14-те місце.

## Спортивні результати[8]
| Рік  | Змагання                        | Місто          | Кінь        | МО | МК |
| ---- | ------------------------------- | -------------- | ----------- | -- | -- |
| 2014 | Всесвітні кінні ігри 2014       | Кан            | Charlie     | 44 | 9  |
| 2012 | Літні Олімпійські ігри 2012     | Лондон         | Vivant      | 58 | 14 |
| 2010 | Всесвітні кінні ігри 2010       | Лексингтон     | La Bomba 3  | 44 | 16 |
| 2008 | Літні Олімпійські ігри 2008     | Пекін          | Lord Spezi  | 59 | 11 |
| 2007 | Чемпіонат Європи з конкуру 2007 | Мангейм        | Lord Spezi  | 17 | 9  |
| 2006 | Всесвітні кінні ігри 2006       | Аахен          | Atlanta 325 | 22 | 4  |
| 2005 | Чемпіонат Європи з конкуру 2005 | Сан Патріньяно | Nike        | 16 | -  |